# Dalianraptor
Dalianraptor is een geslacht van uitgestorven vogels uit het Vroeg-Krijt van het huidige China. De enige benoemde soort is Dalianraptor cuhe.

## Naamgeving en vondst
De typesoort Dalianraptor cuhe is in 2005 benoemd en beschreven door Gao Chunling en Liu Jinyuan. De geslachtsnaam verwijst naar de stad Dalian in Liaoning en verbindt de naam daarvan met het Latijnse raptor, 'rover'. De soortaanduiding betekent 'stevige kaak' in het Chinees.
Het holotype D2139 is bij Chaoyang gevonden in de Jiufotangformatie die dateert uit het Aptien, ongeveer 120 miljoen jaar oud. Het bestaat uit een vrijwel compleet skelet met veerresten dat echter bijzonder slecht gepreserveerd is en extreem platgedrukt. Veel kenmerken, vooral in de schedel en de schoudergordel, zijn daarom niet met zekerheid te bepalen. Later onderzoek uit 2012 lijkt erop te wijzen dat delen van het fossiel vervalst zijn door toevoeging van botten van andere soorten zodat het geheel een chimaera wordt. Zo lijken de voorpoten van een ander fossiel te zijn.

## Beschrijving
Dalianraptor heeft een lengte van ongeveer 62,5 centimeter. De kop is puntig en achteraan breed. De snuit is tamelijk hoog met een hol bovenprofiel maar loopt vooraan plots in een rechte lijn schuin naar beneden; de uiterste punt is iets afgerond. De onderkaak is iets korter dan de bovenkaak en verbreedt en verwijdt zich naar voren toe om helemaal vooraan geleidelijk te versmallen. 
De nek is kort. De staart is zeer lang en toont aan de achterkant een smalle waaier met veren; ook boven de staartbasis zijn lange veren waarneembaar. Het aantal wervels lijkt echter niet hoog; de staartlengte wordt veroorzaakt door een rekking van de individuele wervels. 
De ledematen zijn kort en zeer robuust gebouwd. De arm is zo kort dat betwijfeld wordt of het dier echt kon vliegen; vooral de onderarm is opvallend gereduceerd in lengte: de ellepijp is zesenveertig millimeter lang tegenover een lengte van tweeënvijftig millimeter voor het opperarmbeen. Misschien dat het dier een overgang vertegenwoordigt van een vliegende levenswijze naar een glijdende. Het vreemde kenmerk werd later verklaard als een vervalsende toevoeging. De duimklauw is vergroot. Het eerste vingerkootje van de eerste vinger en de derde vinger is verkort. De tweede handklauw is verkort. Het dijbeen heeft een lengte van negenenveertig millimeter.
De beschrijvers wisten enkele onderscheidende kenmerken vast te stellen: de onderkaak is tandeloos en heeft een holle onderkant; de arm heeft 82 procent van de lengte van de achterpoot; de staart heeft minder dan drieëntwintig wervels. In 2020 werden deze kenmerken bekritiseerd. De holle onderkant van de onderkaak zou een gevolg zijn van compressie van het fossiel en de beschrijvers zouden niet onderkend hebben dat er een breuk in de staart zit met een groot hiaat zodat het aantal staartwervels onduidelijk is. De soort werd een nomen dubium geacht.

## Fylogenie
De positie van Dalianraptor in de stamboom is problematisch. De beschrijvers beperkten zich formeel tot de vaststelling dat het om een lid van de Avialae gaat maar behandelen het dier als een vogel. Sommige onderzoekers betwijfelen of het inderdaad om een vogel gaat. Analyses hebben een verwantschap gesuggereerd met de zeer basale vogel Jixiangornis of met de iets meer afgeleide Zhongornis. De vergrote duimklauw is een kenmerk dat ook Confuciusornis bezit.